# 6041 Juterkilian
6041 Juterkilian (1990 KL) là một tiểu hành tinh bay qua Sao Hỏa được phát hiện ngày 21 tháng 5 năm 1990 bởi E. F. Helin ở Palomar.